# Респираторен филтър
Респираторните филтри са въздушни филтри, използвани в респираторите.

## Принципи на работа

### Абсорбция
За абсорбирането на токсични газове може да се използва способността на различни сорбенти – активен въглен, силикагел, алуминиев оксид, зеолити (йонообменни материали) и други вещества (които имат голяма повърхностна площ при малко тегло,) да „улавят“ газове. Обикновено тези вещества се използват под формата на гранули, които запълват корпуса на филтъра. Когато замърсеният въздух се движи през такъв филтър, молекулите на токсичните газове, движейки се хаотично, се сблъскват със сорбента и остават на повърхността му. С течение на времето първите гранули на сорбента се насищат с уловени молекули и не могат повече да ги задържат. Неочистеният достатъчно въздух минава през филтъра по-нататък, към нови слоеве на сорбента. При продължително въздействие концентрацията на вредни вещества в недостатъчно пречистения въздух постепенно се увеличава и може да достигне и надмине стойности, опасни за здравето и живота (ПДК).
Срокът на действие на противогазните филтри, използващи абсорбция за пречистване на замърсения въздух, е ограничен. Здравината на връзката между уловените молекули и сорбента не е голяма, и молекулите могат да се откъснат от сорбента и отново да попаднат във въздуха. Способността на видовете сорбенти да задържат различни газове зависи от физико-химичните свойства на газовете, от температурата, влажността на въздуха и от други фактори. За подобряване на способността да улавя вредни газове активираният въглен може да се насити с химични вещества, образуващи с молекулите на улавяните газове по-здрави връзки. Насищането на въглена с йод подобрява улавянето на живак, със соли на метали – на амоняк, с метални оксиди – на серен диоксид (SO2), хлороводород (HCl) и други киселинни газове.
| Токсично вещество                                                         | Добавка към активния въглен |
| ------------------------------------------------------------------------- | --------------------------- |
| Фосген, хлор, арсеноводород                                               | медни или сребърни соли     |
| Сероводород, тиоли                                                        | Железни оксиди              |
| Алдехиди                                                                  | Манганов оксид (IV)         |
| Амоняк                                                                    | Фосфорна киселина           |
| Киселинни газове, Въглероден дисулфид                                     | Калиев карбонат             |
| Сероводород, фосфороводород, живак, арсеноводород, радиоактивен йодометан | Калиев йодид                |
| Сероводород                                                               | Калиев перманганат          |
| Арсеноводород, фосфороводород                                             | Сребро                      |
| Живак                                                                     | Сяра                        |
| Амоняк, амини, живак                                                      | Сярна киселина              |
| Радиоактивен йодметан                                                     | Триетилендиамин (TEDA)      |
| Циановодород                                                              | Цинков оксид                |

### Химична реакция между газ и абсорбента (хемисорбция)
Някои газове може да се улавят, като се използва способността им да влизат в химична реакция с други вещества. Например соли на медта могат да се образуват химични съединения с амоняка.
Ако уловените молекули образуват с абсорбента силни връзки и ако след употреба филтър в него има не изразходван сорбент, такъв филтър може да се използва отново. Тези филтри трябва да се замени преди сорбент напълно ще престане да улови вредните газове. Срокът на експлоатация на тези филтри е ограничен.
При улавянето на молекулите на вредните газов с помощта на хемосорбция се образуват по-здрави връзки, отколкото при абсорбцията, и това може да позволи да се използват газозащитните филтри нееднократно, стига в него да има достатъчно количество неизразходван поглъщател. Срокът на действие на такива филтри е ограничен.

### Разлагане на токсичен газ с помощта на катализатор
Замърсеният въздух може да се изчисти от някои токсични газове чрез използване на катализатори. Например въглеродният оксид (СО) може да се окисли, което го превръща в безопасния въглероден диоксид. За тази цел се използва катализаторът хопкалит. Ефективността на този катализатор обаче се намалява при висока влажност на въздуха. Затова при използване на такива катализатори пред тях във филтъра се поставя веществото, поглъщащо водата, и след това следва катализаторът. Срокът на действие на катализатора е голям, но тези филтри трябва да се заменят, след като веществото, което поглъща водата, престане да изсушава въздуха. Срокът на експлоатация на тези филтри е ограничен.

### Комбинирани филтри
Ако филтърът трябва да улавя различни газове, в него се поставят различни поглътители, и тогава към него като цяло се прилагат съответните ограничения на срока на експлоатация.

## Стари начини за определяне на необходимостта от замяна на филтрите
В зависимост от вредните газове, използваните противогазни филтри и организацията при употребата на респиратори, за замяна на филтрите са се прилагали различни начини.

### Замяна на филтрите при появяване на миризма от вредния газ под маската
С течение на използването на филтъра, концентрацията на токсични газове в пречистения въздух постепенно се увеличава. Вдишването на токсичен газ се усеща като миризма, дразнене на дихателните органи, очите, кожата, специфичен вкус или други признаци (стигащи до виене на свят, главоболие и загуба на съзнание). В САЩ това се нарича „предупредителни свойства“" на вредните вещества. Такива усещания показват, че филтърът трябва да се замени с нов. (Разбира се, същото може да е признак и за неплътно прилягане на маската към лицето и просмукване на нефилтриран въздух под маската.) Използването на тази субективна реакция на органите на чувствата на човека е най-старият метод за определяне на необходимостта от промяна на филтъра.
Предимството на този метод е, че реакциите на сетивата се появяват, преди замърсяването на въздуха да се превърне в опасно; служителят може да замени конвенционалните филтри навреме; и не изисква някакво специално оборудване. Освен това филтрите ще бъдат заменени именно тогава, когато те са напълно изчерпали срока на експлоатация (това намалява разходите за закупуване на нови филтри).
Този метод обаче има недостатък. Не всички газове имат предупредителни свойства. Например в ръководството следва информация за повече от 500 газове, от които около 62 нямат предупредителни свойства, а други 113 не е известно дали имат тези свойства или не. В някои случаи появата на миризма на газ във вдишвания въздух може би показва, че служителят отдавна вече диша замърсен въздух. Таблицата по-долу дава информация, показваща при какво надвишаване на безопасната концентрация (над граничната стойност, ГС) хората (средно) реагират на миризмата на различни токсични газове.
| Таблица 1. Някои вредни вещества с лоши (слаби) предупредителни свойства |                                       |                                                                        |
| Химично вещество (CAS номер)                                             | Средна ПДК за една смяна, ppm (mg/m³) | Концентрация, при която 50% от хората започват да усещат миризмата, ГС |
| Етиленов оксид (75-21-8)                                                 | 1 (1,8)                               | 851                                                                    |
| Арсеноводород (7784-42-1)                                                | 0,05 (0,2)                            | До 200                                                                 |
| Пентаборан (19624-22-7)                                                  | 0,005 (0,013)                         | 194                                                                    |
| Хлорен диоксид (10049-04-4)                                              | 0,1 (0,3)                             | 92,4                                                                   |
| 4,4'-Метилендифенил диизоцианат (101-68-8)                               | 0,005 (0,051)                         | 77                                                                     |
| 2,2'-[оксибис(метилен)] бисоксиран (2238-07-5)                           | 0,1 (0,53)                            | 46                                                                     |
| 1,1-Дихлоретен (75-35-4)                                                 | 1 (4,33)                              | 35.5                                                                   |
| 2-метил-m-фенилен диизоцианат (91-08-7)                                  | 0,005 (0,036)                         | 34                                                                     |
| 1,2-Дибромпропан (19287-45-7)                                            | 0,1 (0,1)                             | 18 – 35                                                                |
| Дициан (460-19-5)                                                        | 10 (21)                               | 23                                                                     |
| Метилоксиран (75-56-9)                                                   | 2 (4,75)                              | 16                                                                     |
| Мекрилат (137-05-3)                                                      | 0,2 (1)                               | 10                                                                     |
| Осмий тетраоксид (20816-12-0)                                            | 0,0002 (0,0016)                       | 10                                                                     |
| Бензен (71-43-2)                                                         | 1 (3,5)                               | 8,5                                                                    |
| Изопропил глицидил етер (4016-14-2)                                      | 50 (238)                              | 6                                                                      |
| Селеноводород (7783-07-5)                                                | 0,05 (0,2)                            | 6                                                                      |
| Мравчена киселина (64-18-6)                                              | 5 (9)                                 | 5,6                                                                    |
| Фосген (75-44-5)                                                         | 0,1 (0,4)                             | 5,5                                                                    |
| Метилциклохексанол (25639-42-3)                                          | 50 (234)                              | 5                                                                      |
| 4-трет-бутилтолуен (98-51-1)                                             | 1 (6,1)                               | 5                                                                      |
| Перхлорил флуорид (7616-94-6)                                            | 3 (13)                                | 3,6                                                                    |
| Хлорциан (506-77-4)                                                      | 0,3 (0,75)                            | 3,2                                                                    |
| Малеинов анхидрид (108-31-6)                                             | 0,1 (0,4)                             | 3,18                                                                   |
| Хексахлороциклопентадиен (77-47-4)                                       | 0,01 (0,11)                           | 3                                                                      |
| 1,1-Дихлороетан (75-34-3)                                                | 100 (400)                             | 2,5                                                                    |
| Бромхлорметан (74-97-5)                                                  | 200 (1050)                            | 2                                                                      |
| n-Пропил нитрат (627-13-4)                                               | 25 (107)                              | 2                                                                      |
| Кислороден дифлуорид (7783-41-7)                                         | 0,05 (0,1)                            | 1.9                                                                    |
| Метилциклохексан (108-87-2)                                              | 400 (1610)                            | 1,4                                                                    |
| Хлороформ (67-66-3)                                                      | 10 (49)                               | 1,17                                                                   |

Концентрациите, показани в таблицата, са средни стойности за група от хора. Различните хора имат различна чувствителност, и при част от хората чувствителността към миризми е намалена. За такива хора използването на мириса на вредните вещества ще бъде още по-опасно. Ако човек усеща миризмата на пентаборана едва при концентрация 194 ГС, при замърсеност на въздуха 10 ГС той няма да замени филтъра навреме. В този случай филтърът може да се използва вечно, но той няма да защити служителя.
Използването на респираторите на практика показва, че и при наличие на предупредителни свойства филтрите може да се заменят със закъснение. В учебника се споменава проучване, което показва, че средно 95% от хората имат индивидуален праг на възприемане на мирис, който може да бъде в диапазона от 16 до 1/16 от средната стойност. Това означава, че 2,5% от хората не усещат миризма при концентрация, която е 16 пъти повече от средната стойност. Способността на хората да усещат миризмата силно зависи и от това, колко внимание ѝ обръщат. При простуда и при други заболявания способността да се реагира на миризма може да се понижат. Непрекъсната работа (при замърсеност на въздуха, която не е опасна за здравето) може също да намали чувствителността към миризмата на газ.
По тези причини в САЩ (OSHA) още от 1996 г. са забранили използването на този метод като цяло.

### Замяна при увеличаване на теглото на филтъра
Ако филтърът пречиства въздуха от въглероден оксид (СО) с помощта на катализатор (гопкалит), той задържа много вода, преди да спре да защитава работника или служителя. Теглото на такъв филтър силно се увеличава и това може да използва, за да се разбере необходимостта от замяна. Филтрите се претеглят и се записват промените в теглото им. В каталога са описани филтри (модел „СО“), които трябва да се заменят след увеличаване на тяхното тегло с 50 g.

### Други методи за определяне необходимостта от смяна на филтрите
В литературата са описани съветски филтри модел „Г“, предназначени за защита от живак. Тези филтри е било позволено да се използват или 100 часа (без защита от прах), или 60 часа (ако част от обема в корпуса на филтъра е използван за улавяне на прах, и в него има по-малко количество сорбент).
В документите е описан метод, използван за определяне на остатъчния срок на експлоатация на филтри. През филтъра се пропуска замърсен въздух. Степента на пречистване на този въздух зависи от това, колко сорбент, способен да улавя замърсяване, е останал във филтъра. Точното измерване на концентрацията на газ в пречистения въздух позволява да се определи колко неизразходван сорбент има във филтъра. Проверката може да намали срока на експлоатация на филтъра, затова замърсен въздух през филтъра се пропуска за кратко време. В потока въздух се впръскват 10 µl бромбутан, и това намалява срока на експлоатация с 0,5%. Този метод е бил използван за проверка на всички филтри, произвеждани от британските компании Waring Ltd и Rentokil Ltd. през 1970-те години. Методът е използван и от Chemical Defence Establishment през 1970-те, и те го патентоват.
В документа са описани накратко два начина за обективна проверка на филтрите. Авторът на раздела „Универсални респиратори“ Т. С. Тихова препоръчва да се използват спектрален и микрохимичен методи. Спектралният метод е основан на определяне наличието на вредно вещество в кутията на противогаза чрез вземане на проба и анализирането ѝ на стилоскоп. Микрохимичният метод се основава на послойно определяне на наличието на вредното вещество в обема на противогаза чрез вземане на проба, която след това се анализира по химичен път.
За най-токсичните вещества, освен метода за фиксиране на времето за използване на филтъра, се препоръчва да се използва спектрален метод (за арсин, фосфин, фосген, флуор, хлорорганични съединения (органохлориди), органометални съединения) и микрохимични методи (за циановодород, цианоген). И в двата случая не се описва как да се вземе образец от сорбента в корпуса на филтъра (те обикновено са неразглобяеми), и дали може да се използва после този филтър, ако анализът покаже, че в него има достатъчно много ненаситен сорбент.

## Съвременни начини за идентифициране на необходимостта от подмяна на филтрите

### Определяне срока на експлоатация на филтъра преди началото на неговата употреба
Всички филтри, които са сертифицирани, отговарят на установените (минимални) изисквания. Ако отговарят на тези изисквания и условия за използване, може да определи срокът на експлоатация. Например, стандартът на САЩ дава конкретни указания за честотата на смяна на филтри (ако въздухът е замърсен с 1,3-бутадиен); (раздел Respirator selection 1910.1051(h)(3)(i)):
| Концентрация на токсичното веществото | Честота на смяна на филтрите                                                                                           |
| ------------------------------------- | --- |
| по-малко от 5 ГС                      | на всеки 4 часа |
| по-малко от 10 ГС                     | на всеки 3 часа |
| по-малко от 25 ГС                     | на всеки 2 часа |
| по-малко от 50 ГС                     | на всеки час |
| повече от 50 ГС                       | Работодателят е длъжен да използва само изолиращи респиратори, и тези респиратори трябва да бъдат достатъчно ефективни |

#### Проверка на филтрите в лабораторни условия
Ако в предприятието има лаборатория с достатъчно добри условия, там може да се прецени какъв е срокът на експлоатация на филтрите. Ако въздухът е замърсен със смес от газове, които влияят на улавянето (един на друг), то това е най-добрият начин. Математически модели, съобразени с такова взаимно влияние, са разработени. За да се използва този метод, трябва достатъчно точно да се знае замърсяването на въздуха, а тази информация обикновено е непостоянна.
Може да се използва и друг начин. Може да се провери филтърът след неговото използване и да се определи какъв е остатъкът на срока на експлоатация. Ако остатъкът е голям, тогава може филтърът да продължи да се използва (или понякога – може да използвате филтъра многократно). Ако се постъпва така, тогава не е нужно да се знае точно какво е замърсяването на въздуха. Резултатите от теста дават възможност за съставяне на график за подмяна на филтрите. За използването на този начин обаче може се да изисква сложно и скъпо оборудване. Според проучването този начин в САЩ през 2001 г. използват 5% от всички фирми.
Като се започне от 1970-те години, в развитите страни са провеждат научни изследвания за изчисляване на срока на експлоатация на филтрите. Това може да позволи на съставяне на график за подмяна на филтри, и не се изискват скъпи и сложни съоръжения.

#### Проверка на филтрите на работното място
На работното място можете да проверите как филтърът почиства въздуха. На респиратора е инсталиран тройник, към който са свързани филтър и измервателно устройство.
Подобна проверка в Иран показа, че от 10 филтъра, 5 не защитават служителя.

#### Компютърни програми за изчисляване на срока на експлоатация на филтрите
Водещи производители на респиратори през 2000 г. предлагат на потребителите компютърни програми за изчисляване на срока на експлоатация на филтрите, позволяващи да се правят такива изчисления за различен брой вредни газове:
| Таблица 2. Компютърни програми за изчисляване срока на експлоатация на филтрите (Първоначален източник) | Таблица 2. Компютърни програми за изчисляване срока на експлоатация на филтрите (Първоначален източник) | Таблица 2. Компютърни програми за изчисляване срока на експлоатация на филтрите (Първоначален източник) | Таблица 2. Компютърни програми за изчисляване срока на експлоатация на филтрите (Първоначален източник) | Таблица 2. Компютърни програми за изчисляване срока на експлоатация на филтрите (Първоначален източник) | Таблица 2. Компютърни програми за изчисляване срока на експлоатация на филтрите (Първоначален източник) |
| Производител на респиратори – име на програмата                                                         | Количество газове (2000 г.)                                                                             | Видове газове                                                                                           | Диапазон на температурите на въздуха, °С                                                                | Относителната влажност на въздуха, %                                                                    | Разход на въздух (l/min)                                                                                |
| --- | --- | --- | --- | --- | --- |
| AO Safety – Merlin                                                                                      | 227 | органични и неорганични газове                                                                          | 0 – 50                                                                                                  | <50, 50-65, 65-80, 80-90                                                                                | лека, средна и тежка работа                                                                             |
| 3М – 3М Service Life                                                                                    | 405 (през 2013 г. – над 900)                                                                            | органични и неорганични                                                                                 | 0, 10, 20, 30, 40, 50                                                                                   | <65, >65                                                                                                | 20, 40, 60                                                                                              |
| MSA – Cartridge Life Calculator                                                                         | 169 | органични и неорганични                                                                                 | свободно избираеми от потребителя                                                                       | 0 – 100                                                                                                 | 30, 60, 85                                                                                              |
| North ezGuide v. 1.0                                                                                    | 176 | органични и неорганични                                                                                 | свободно избираеми от потребителя                                                                       | <65, 66-80, >80                                                                                         | 30, 50, 70                                                                                              |
| Survivair Cartlife                                                                                      | 189 | органични и неорганични                                                                                 | от −7 до +70                                                                                            | <65, 66-80, >80                                                                                         | 30, 50, 70                                                                                              |

През 2013 г. програмата на компанията 3М може да изчисли срока на експлоатация при излагане на стотици различни газове и техните комбинации. По подобен начин работи програмата на компанията MSA. Тези програми вземат предвид: концентрацията на токсични газове; разход на въздуха през филтъра (потребителят посочва колко е трудна за изпълнение работата) и други параметри. Компанията Drager е разработила база данни за токсични химически вещества VOICE. В тази база данни (във версията за САЩ) има програма за изчисляване на срока на експлоатация на филтрите.
В САЩ за научни изследвания в областта на аналитичното моделиране на срока на експлоатация на противогазовите филтри са ангажирани Гери Ууд, и други изследователи. В резултат на работата си те успяват да направят програма, с която може да се изчисли срокът на експлоатация на филтъра при излагане на няколко различни газове. Тази програма се използва от OSHA в Advisor Genius. Тя може да изчисли срока на живот на всеки филтър, ако се зададат свойствата на филтъра (геометрични размери, параметри на сорбента). В програмата е използван изотермът на Михаил Дубинин-Радушкевича.

#### Как срокът на експлоатация на филтъра зависи от температурата, влажността на въздуха, въздушния поток и концентрацията на токсични газове
На срока на експлоатация на филтъра оказват влияние температурата и влажността на въздуха, концентрацията на токсични газове и разхода на въздух през филтъра. По-долу са дадени резултатите от изчисление на срока на експлоатация на филтъра, направени с помощта на програмата на компанията Scott (филтър 742 OV органично съединение). Компанията е разработила програма, която изчислява срока за температури от −10 до +40 °С, относителна влажност от 3 до 95 %, разход на въздух 20 – 80 l/min, и взема предвид над 300 вредни вещества, а също техните съчетания.
| Таблица 3. Влияние на температурата и относителната влажност на въздуха (ацетон; концентрация 10 ГС (2500 ppm); разход на въздух 40 l/min) |                 |                 |                |                 |                 |
| Относителна влажност на въздуха | Температура     | Температура     | Температура    | Температура     | Температура     |
| Относителна влажност на въздуха | -10 °С          | +5 °С           | +15 °С         | +25 °С          | +40 °С          |
| 30% | 1 час 38 минути | 1 час 46 минути | 1 час 56 минут | 2 часа 7 минути | 2 часа 6 минути |
| 50 % | 1 час 54 минути | 1 час 37 минути | 1 час 37 минут | 1 час 19 минути | 50 минути       |
| 65 % | 1 час 41 минути | 1 час 19 минути | 1 час          | 42 минуты       | 22 минути       |
| 80 % | 1 час 9 минути  | 25 минути       | 25 минути      | 15 минути       | 6 минути        |
| 95 % | 45 минути       | 11 минути       | 11 минути      | 6 минути        | 2 минути        |

| Таблица 4. Влияние на разхода на въздух и концентрацията на токсично веществото (бензен; концентрация до 50 ГС (250 ppm); Относителната влажност 60%; температура 25 °С) |                   |                   |                   |                  |
| Разход на въздух | Концентрация      | Концентрация      | Концентрация      | Концентрация     |
| Разход на въздух | 10 ГС             | 15 ГС             | 30 ГС             | 50 ГС            |
| 20 l/min | 22 часа 36 минути | 17 часа 42 минути | 11 часа 24 минути | 8 часа 6 минути  |
| 40 l/min | 11 часа 18 минути | 8 часа 48 минути  | 5 часа 42 минути  | 4 часа 6 минути  |
| 60 l/min | 7 часа 30 минути  | 5 часа 54 минути  | 3 часа 48 минути  | 2 часа 42 минути |
| 80 l/min | 5 часа 36 минути  | 4 часа 24 минути  | 2 часа 54 минути  | 2 часа           |

Увеличаването на влажността на въздуха, температурата, дебита на въздуха, концентрацията на вредни вещества – всичко това намалява периода на експлоатация на филтъра. Ако токсичното вещество е добре разтворимо във вода, промяна на влажността на въздуха не оказва влияние за срока на експлоатация на филтъра.
Предимството на този метод е, че при наличието на необходимата информация потребителят може да определи срок на експлоатация на филтъра без скъпо оборудване. Това ще позволи да се заменят филтрите навреме.
Недостатък на метода е, че необходимата информация невинаги е налична и условията на прилагане на респиратора невинаги са стабилни. Освен това при много висока влажност компютърната програма може да не е съвсем точна, тъй като не се вземат предвид някои физични ефекти.

#### Влияние на химичния състав на въздушни замърсители върху срока на експлоатация
Преди компютрите и интернет да станат широко разпространени, информацията за въздействието на химичния състав на газовете върху срока на експлоатация на филтрите се е записвал на хартия.
През 1974 г. в СССР е издаден каталог на противогазите (през 1982 г. е преиздаден, с промени). В този документ са предоставени данни за срока на експлоатация на съветските филтри при излагане на 63 токсични газове при различни концентрации (до 1000 ГС). В таблицата по-долу е дадена на част от информацията от този документ (противогазен филтър тип „А“, с филтър за улавяне на аерозоли). Никаква информация за разхода на въздух през филтъра в този документ няма, както и за температурата и влажността на въздуха. Таблицата показва, че срокът на експлоатация силно зависи от химичния състав на въздушни замърсители.
| Вещество            | Концентрация | Концентрация | Концентрация |
| ------------------- | ------------ | ------------ | ------------ |
| Вещество            | 5 ГС         | 15 ГС        | 100 ГС       |
| Анилин              | 90 часа      | 40 часа      | 10 часа      |
| Ацетон              | 20 часа      | 6 часа       | 1 час        |
| Ксилидин            | 40 часа      | 20 часа      | 5 часа       |
| Ксилен              | 50 часа      | 20 часа      | 4 часа       |
| Въглероден дисулфид | 40 часа      | 20 часа      | 5 часа       |
| Пентахлорфенол      | 75 часа      | 25 часа      | 3 часа       |
| Фурфурол            | 180 часа     | 90 часа      | 18 часа      |
| Хлоретил            | 30 часа      | 8 часа       | 1,5 часа     |

По-късно тази информация е използвана в книгата, като повече публикации по тази тема не е имало.

#### Оценки на точност
Извършени са независими оценки на точността на изчисленията. Ако газът е слабо разтворим във вода, тогава при висока влажност точността значително намалява. При влажност на въздуха под 50% точността е добра.
Използването на съвременни методи в Иран доведе до промяна в графика (подмяна на филтрите). Те започнаха да се сменят на всеки 4 часа, а не 1 път на 2-3 дни.

### Индикатори за край на срока на експлоатация (ESLI)
Ако условията за прилагане на респиратори са нестабилни, навременната замяна на филтрите става трудно. Проблемът може да се разреши, ако използваният филтър разполага с индикатор, който показва кога срокът на експлоатация трябва да приключи (End of Service Life Indicators, ESLI). Тези индикатори може да са активни или пасивни. В пасивните индикатори често се използва чувствителен елемент, променящ цвета си, който е инсталиран във филтъра на известно разстояние от отвора за излизане на пречистения въздух (за да може промяната на цвета да стане преди вредните газове ще започнат да минават през филтъра). А в активните индикатори за подаване на светлинния или звуков сигнал на служител се използва сигнал от химичен сензор – за да напусне замърсената атмосфера и да смени филтъра.
Експерти от американския Национален институт по охрана на труда (NIOSH) са разработили изисквания към тези индикатори. Те трябва да се задействат преди достигане на 90% от срока на експлоатация – за да успее служителят да излезе от замърсената атмосфера. При пасивните индикатори чувствителният елемент трябва да се поставя така, че служителят да го вижда при надянат респиратор. Изискванията са залегнали в стандарта за сертифициране на респиратори 42 CFR 84, например в раздел 84.255.

#### Пасивни индикатори за края на срока на експлоатация на филтрите
В източниците се посочва, че първият пасивен индикатор е разработен през 1925 г.. В противогазния филтър (по дължината на прозрачен участък от стената на корпуса) се поставя индикаторна хартия. Хартията и прозрачният участък на корпуса са ориентирани (като лента) от отвора за влизане на въздуха до отвора за излизане на въздуха от маската. Промяната на цвета на индикаторната хартия позволява да се определи какъв процент от сорбента още не се е наситил с токсичен газ.
През 1957 г. германци патентоват друг индикатор – елемент, който променя цвета си, се поставя под маската, в полето на зрение на работника. Недостатък на това устройство е, че се задейства едва при доста голяма концентрация на газа под маската.
През 1979 г. корпорацията „American Optical Corporation“ получава няколко патента за индикатори за края на срока на експлоатация на филтри за респиратори . Тези филтри улавяли органични съединения (разтворими и неразтворими във вода. Недостатъкът им е в това, че срокът на съхранение на индикатора е значително по-малък от срока на съхранение на самия филтър. Според източник, тези индикатори променили цвета си 2 години след началото на съхранение филтъра, и затова не били сертифицирани в Япония.
През февруари 2002 г. от пазара са изтеглени много филтри с пасивни индикатори, тъй като индикаторът, поставен в пълнолицева маска, просто не се виждал от работника.
Фирма North Safety Products произвежда много филтри с индикатори за защита от различни газове: киселинни газове (хлороводород, флуороводород, серен диоксид, сероводород), пари на органични съединения; амоняк, живак и хлор. Техният недостатък е, че те не предупреждават служителя за въздействие само на определени газове, и не могат адекватно да предупреждават за други отровни газове; на работните места въздухът често е замърсен със смеси от различни газове.
Фирмите 3M, Scott и MSA произвеждат филтри с пасивни индикатори за защита от живак и хлор.
| Токсичен газ        | Индикатор           | Промяна на цвета            |
| ------------------- | ------------------- | --------------------------- |
| Акрилонитрил        | Калиев перманганат  | Лилав на кафяв              |
| Амоняк              | Червената лакмусова | Червен на син цвят (светъл) |
| Бензен              | Na2Cr2O7            | Оранжев на тъмно-зелен цвят |
| Винилхлорид         | Калиев перманганат  | Виолетов на кафяв           |
| Серен диоксид SO2   | Индофенол           | Син на бял                  |
| Въглероден оксид CO | Паладий (II) хлорид | Кафяв-червен цвят на черен  |
| Сероводород         | Конго червено       | Червен на син (светъл)      |
| Хлороводород        | Конго червено       | Червен на син (светъл)      |
| 1,1,1-Трихлоретан   | Na2Cr2O7            | Оранжев на тъмно-зелен цвят |
| Хлор                | Индофенол           | син цвят на бял             |

Служителите на компанията 3M публикуват статия за новата си разработка (до 2016 г.). Те описват нов филтър с индикатор, предназначени за защита от различни органични съединения. Индикаторът е поставен вътре във филтъра, между сорбента и прозрачен прозорец на корпуса. Индикаторът се състои от три слоя – частично прозрачен, напълно прозрачен полимер, и огледален слой. Попадането на органични съединения върху индикатора води до подуване на полимера (увеличава неговата дебелина). Това променя интерференцията между светлинните лъчи, отразени от частично прозрачния слой, и отразените от огледалния слой: цветът се променя. В хода на използването на филтъра лентата на индикатора се движи постепенно към изходния отвор, променяйки цвета си (). При използването на този филтър трябва да се вземе предвид фактът, че граничните стойности в различни страни могат значително да се различават.
Пасивните индикатори са сравнително евтини, но при използването им служителите трябва да следят техните показания. Също така е необходимо и добро осветление; а тези служители, които слабо различават цветовете, не могат да ги използват.
Пасивен индикатор е разработен в СССР през 1960-те години. Използван е стандартен филтър (без индикатор), на който е поставен индикатор, изменящ цвета си при приближаване на сероводорода към отвора за изход на пречистения въздух.
След това са направени филтри с прозрачен корпус и със специален сорбент (йонообменна смола), който е сменял цвета си при насищането с абсорбиран амоняк. Съобщава се, че използването на такива индикатори позволява да се избегне твърде ранна смяна на филтрите.
Пасивните индикатори
- Yablick 1925 г.[47]
- ChemMotif 2000 г.
- THO 1998 & Linders[57]
- ТНО 2004[58]
- Dragerwerk 1986[59]
- Wallace 1975 г.
- Wallace 1975[60]
- Roberts 1976[61]
- Патент КНР 2001 г.
- Dragerwerk 1957[48]

#### Aктивни индикатори за края на експлоатационния срок на филтрите
Активните индикатори предупреждават служителя на края на експлоатацията на филтъра с помощта на светлинен или звуков сигнал (обикновено). Те се задействат по сигнал на химичен сензор (който се поставя вътре във филтъра на респиратора). Тези филтри могат да се използват на места с лошо осветление, могат да бъдат използвани от работници, които лошо различават различни цветове.
Първият активен индикатор е разработен през 1965 г.. В него се използват две жички, които са разделени с восък. Когато парите на органичните съединения размекнат восъка, жичките се допират и се включва светлинен предупредителен сигнал. Устройството обаче е било сложно и силно зависимо от температурата на околната среда.
По-късно започват широко да се използват полупроводникови сензори и химични резистори.
През 2002 г. в Япония е разработен нов индикатор, при който сензорът е инсталиран след филтъра. През 2003 г. същият индикатор използва полупроводников сензор, който е поставен между филтъра и маската. Това устройство консумира много енергия и тя изисква смяна на батериите всеки смяна.
През 2002 г. е получен патент за индикатор, в който (като сензор) е използвано оптично влакно. Този индикатор е с проста конструкция и ниска цена и той може да реагира на различни замърсявания.
Фирмата Cyrano Sciences е разработила т. нар. „електронен нос“. Това устройство използва 32 различни сензора едновременно. Сигналите от сензорите постъпват в микропроцесор. Тъй като различните сензори реагират по различен начин на различни химикали, устройството може да се определи химичния състав на различните замърсявания и концентрацията на всяко от тях. Работата по създаването на такъв активен индикатор продължава в различни организации.
Техническите проблеми, които пречат на създаването на добри активирани индикатори, са почти напълно решени. Изисквания за тези устройства (за тяхното сертифициране) са разработени в САЩ (от 1984 г.). Но за периода от 1984 до 2016 г. нито един от филтрите с активните индикатори не е сертифициран. Причината е, че изискванията към филтрите не са много точни; няма особени изисквания към работодател (да ги използват); и като резултат – производителите се страхуват от провал в бизнеса при продажбата на нови продукти. Те се ограничават основно в експериментална и развойна дейност.
За определяне на пропуските при прилагането на респираторите, е проведено широкообхватно проучване на работодателите. Установено е, че в САЩ повече от 200 000 души е възможно да бъдат изложени на токсични газове, което се дължи на факта, че филтрите не са заменят своевременно. Поради тази причина, лабораторията за лични предпазни средства (NPPTL, част от Института за професионална безопасност NIOSH), започва да се разработва индикатори (за сметка на средства, отпуснати от държавата). Резултатите от тези изследвания ще бъдат използвани, за да се изяснят изискванията на законодателството; и те ще бъдат прехвърлени на промишлеността (за ускоряване на производството на филтри с индикатори).
Активни индикатори в СССР и в РФ не са разработени. Авторите на статията препоръчват замърсяването на въздуха да се определя направо под маската на респиратора, по време на работата за отстраняване на аварията.
- American Optical[70]
- Auergesellschaft 1989[71]
- Auergesellschaft 1989
- Bernard 1998[65]
- Dragerwerk 1994 г.
- FOGS 1998 г.
- Geraetebau 1991 г.
- Shigematsu 2002[63]
- Stetter 1991[72]

## Използване на филтри повече от веднъж
При използване на противогазови филтри с голямо количество сорбент при ниска концентрация на замърсяванията, или при непродължително използване, след края на използването във филтъра остава много неизразходван сорбента. При последвалото съхранение на филтъра част от молекулите на уловените газове може да се десорбират (отделят от сорбента), и вследствие на разликата в концентрациите (до входното отверстие концентрацията е по-голяма, а до отверстието за изход на пречистения въздух – по-малка) да се движат към изходно то отверстие. Научно изследване през 1975 г. показва, че заради такова преместване при повторното използване на филтъра концентрацията на вредното вещество в пречистения въздух може превиши ПДК (даже ако се продуха филтърът с чист въздух). Това превишение може да се случи и тогава, когато във филтъра постъпва абсолютно чист въздух. По тази причина, за опазване на здравето на служителите, законодателството на САЩ забранява да се използват втори път филтри, които са използвани вече за защита от вредни вещества, които могат да мигрират във филтъра, даже ако при първото използване на филтъра сорбентът се е наситил частично. В съответствие с държавните стандарти, към такива токсични вещества се отнасят тези, които имат температура на кипене по-ниска от 65 °C. Научни изследвания показват, че в някои случаи и вещества с точка на кипене над 65 °C могат да мигрират във филтъра по време на неговото съхранение. Производителят на филтри и на респиратори трябва да предостави на купувача цялата онази информация, която е необходима за правилното използване на респиратора. Ако изчисленията (в таблиците по-горе има примери) покажат, че на срокът на експлоатация значително надвишава 1 смяна; тогава и в този случай законодателството може все пак да поиска да използвате филтъра само един път.
В СССР и РФ широко се използват филтри с много сорбент. Поради голямото количество сорбент миграцията на уловените токсични газове до отвора се случва, но значително по-слабо. Така че различни автори често съветват тези филтри да се използват многогократно (например – в течение на няколко месеца). Освен това тези съвети са дадени в условия, когато по-голяма част от професионалните заболявания не се регистрират (и работодателите и производителите на респиратори не носят отговорност за последствията). Изпълнението на тези препоръки не винаги е допустимо.
В научна статия е описан начин за пресмятане на това, какво ще бъде замърсяването на пречистения въздух при повторно използване на филтъра. Възможността да се определи точно кога повторното използване на филтъра е допустимото, все още не са отразени в изискванията на закона, нито в инструкциите от производителите на респиратори. Програмата може да бъде изтеглена безплатно от сайта на разработчика, с която се изчисляват случаите на повторно използване на филтъра .

## Използване на филтрираща лицева маска за защита от газови въздушни замърсявания
Още през 1970-те години бяха разработени филтърни материали, които могат да улавят не само аерозоли, но и газове. Това се осигурява чрез включване в материала на малки частици сорбент, или чрез използването на влакна, направени от материал – абсорбатор.
Масата обаче на такава полумаска за единократна употреба е ниска (~ 10 – 30 g); и масата на сорбента също е малка. В заменяем филтър за еластомерни полумаски за многократна употреба обикновено има няколко десетки грама сорбент, а теглото на комплекта от тези филтри е ограничена до 300 g. Така че срокът на експлоатация на полумаска за единократна употреба със сорбент може се окаже по-малък,: например, един-два часа. Затова прилагането на тези респиратори в САЩ при концентрация на газове над 1 ГС не е позволено – те се използват тогава, когато газът дразни служителя, но не е опасен за здравето му. Ако има клапан за издишване, по време на издишване част от въздуха излиза през този клапан, а част – през филтъра. Овлажняването на сорбента от издишвания въздух може значително да намали срока на експлоатация (например, при защита от органични разтворители). В РФ, при ниски температури през зимата сорбентът може бързо да се превърне в парче лед и да спре да улавя газа.
Някои търговци в РФ предлагат да използвате тези респиратори за защита от газове при надвишаване ГС 20 – 40 пъти. Това няма аналог в развитите страни (САЩ, Великобритания и Германия); това не се изисква от закона; и не е възможно да се изчисли срокът на експлоатация с помощта на компютърни програми. Нещо повече – част от тези респиратори се сертифицират като средство за защита само от аерозоли, но не и от газове. Когато търговците предлагат на потребителите да използват тези респиратори като средство за защита от газове (при концентрация над 1 ГС); те провокират нарушаване на законите. В Украйна положението е подобно.
В РФ температурата на въздуха често е под 0 °С. Изследване показва, че при температура от -5 до -15 °С само след 15 – 30 минути при много респиратори за еднократна употреба (използвани на чист въздух) съпротивлението при дишане започва да превишава допустимото. Това се обяснява с натрупването и замръзването на водни пари в материала на филтъра. Такова натрупване на влага и образуванието на лед върху повърхността на частиците на сорбента и/или на влакната на филтровия материал (поглощащи газа) може въобще да не позволи улавянето на вредните газообразни вещества.
Респираторите за еднократна употреба може да се използват за защита от газообразни вредни вещества тогава, когато концентрацията им не превишава 1 ПДК, т.е. тогава, когато те не са много опасни за здравето, а просто дразнят работника (напр. миризма и подобни).

## Законови изисквания към работодателя, които определят реда на смяна на филтри
Законодателството на САЩ още от 1996 г. забранява като знак за подмяна на филтъра да се прилага появата на мирис на газ под маската. Работодателят има право да използва само два начина за това – индикатори за края на срока на експлоатация (ESLI) и замяна по график (за сметка на определяне на срока на експлоатация – чрез изчисление или измерване). Държавни инспектори проверяват изпълнението на тези изисквания с помощта на подробни инструкции за провеждане на проверки по предприятията. Освен това търговците на респиратори са длъжни да дават на потребителите цялата необходима информация за изчисляване на срока на експлоатация на филтрите.
В ЕС има подобни изисквания (но те са по-малко ясни). Английско ръководство дава следните указания:
- Работодателят трябва да събере цялата информация за условията на използване на респираторите (които могат да повлияят на срока на експлоатация на филтрите).
- Той е длъжен да предаде тази информация на производителите на респиратори; а производителят трябва да информира работодателя какъв ще е срокът на експлоатация на филтрите в такива условия. Могат да се използват компютърни програми.
- Препоръчително е да се заменят филтрите с оглед количеството на сорбент в тях:
  - Филтри от първи клас (с малко сорбент) да се заменят след една смяна.
  - Филтри от втори клас да заменят не по-рядко от един път седмично.
  - Филтри от трети клас (с много сорбент) да се заменят по указанията на производителя.
- Ако във въздуха има летливи примеси, които могат да мигрират във филтъра по време на неговото съхранение; филтърът може да се използва само веднъж.

В СССР и РФ няма държавно регулиране на избора и организацията по прилагането на СИЗОД; и законодателството няма никакви изисквания към работодателя по отношение на навременната подмяна на филтрите. Наличните изисквания задължават работодателя да използва респиратори по начина, по който се раздават специалното защитно облекло и обувки. Например, в изискванията не се различават респиратори за защита от газове, от респиратори за защита от аерозоли.
В резултат на това в страните от ОНД и страните, които преди това са влизали в СИВ, са възникнали и са станали по-силни ред негативни традиции. Тези традиции пречат на своевременната сменя на филтрите дори и тогава, когато се правят опити да се приложат европейските подходи към избора и прилагането на респиратори. Например, в Украйна е приет стандартът на ЕС EN-529. Но украинските искания за замяна на филтрите твърде много се различават от европейските. Европейският документ забранява да се използват субективните усещания (сетивата) на служителя, а изискват да се прилагат указанията на производителя (т.е. изисква да се определи конкретната стойност на срока в известни условия за ползване на респиратора). След превода на документа, украинският работодател трябва само да изпълнява указанията на производителя (от общ характер). Всъщност (с оглед на съществуващите традиции), това означава, че потребителите продължават да използват субективните усещания на работниците, което е забранено в ЕС. Формално законодателство на Украйна е хармонизирано с европейското; но всъщност му противоречи.
В България също има стандарт, разработен от Европейската комисия. По принцип българският документ следва да изисква от работодателя същото, което изисква европейският документ от работодателя (например, във Великобритания, виж по-горе; раздел A.2.4.3 „Газозащитни филтри“):
| „ | Трудно е да се дадат „общи правила“ ... за безопасна продължителност на употреба ... за един газозащитен филтър. Потребителите ... трябва да намерят максималната възможна информация за типа на замърсителите във въздуха ... концентрация ... влажността ... температурата и натоварването при работа. Снабдени с тази информация, те трябва да потърсят упътване от производителя ... вероятна безопасна продължителност на употреба. ... Някои потребители могат да разчитат на мириса или вкуса на опасното вещество, за да открият пробива и по този начин да се определи безопасната продължителност на употреба. Тази практика може да не е подходяща, защото чувствителността на носещия може да е повлияна или притъпена по редица причини. По този начин може да се стигне до продължителност на употреба, по-голяма от допустимата. | “ |

Въпреки това, на практика, доставчици на респиратори (3M, MSA) не препоръчват в техните каталози и на своите сайтове, това, което самите те препоръчват на своите клиенти в други страни (Западна Европа, например – в Обединеното кралство). Това може да създаде потенциална заплаха за здравето на работниците, които използват висококачествени респиратори за защита срещу токсични газове в България (както и в РФ, и Украйна). Така че даденият български стандарт не решава напълно задачата, за която е създаден. Освен това документът е достъпен само за четене (в библиотеката на БИС), но трябва да се купи за постоянно ползване (такива стандарти са безплатни например в САЩ и в РФ). Това, че доставчиците на респиратори не нарушават настоящата (появила се още при комунистическото управление на страната) негативна традиция, и не предупреждават потребителите за съществуващите съвременни технически постижения, допълнително създава потенциална заплаха за здравето на работниците, които използват противогази за защита от въздушни замърсители. Недостатъчно адекватното законодателство може да попречи на държавен контрол за защита на работници от вредни условия на труд.

## Регенерация на противогазни филтри за повторна употреба
Ако газът е уловен с активен въглен (чрез адсорбция), връзката на газовите молекули със сорбента не е много силна. Възможна е десорбция – отделяне на молекулите от въглена и извеждането им в атмосферата. Явлението е открито по време на Първата световна война. Противогазните филтри след употреба се съхраняват в незапечатани опаковки; и след известно време те частично и постепенно възстановяват способността си да улавят газ, и така те отново могат да защитават войниците срещу химическите оръжия. Разбира се, такава „естествена регенерация“ се дължи на продължително прекъсване в употребата, докато използването на респиратори в промишлеността става в други условия, както и за защита срещу други газове. Някои газове образуват с активния въглен по-силна връзка, отколкото хлора.
За възстановяване на използвани филтри са разработени специални методи. Сорбентът се поставя в условия, които да доведат до откъсване и отнемане на уловените по-рано молекули. За целта през 1930-те през филтрите се е пропускала водна пара или топъл въздух, а също и други начини. Регенерацията става след изваждане на сорбента от противогазната кутия, или направо в кутията, без разглобяването ѝ.
През 1967 г. е направен опит да се използват йонообменни смоли като сорбент. За регенерацията сорбентът се изважда от корпуса и се измива с разтвор на (луга или натриев карбонат).
Научно изследване показва, че при използване на филтър за защита от метил бромид, той може да се регенерира, като през филтъра се прекарва топъл въздух (100÷110 °С, с разход на въздух 20 l/min, продължителност около 60 минути).
В промишлеността при пречистване на въздуха от газове постоянно и систематично се използват сорбенти и те се регенерират във филтрите на газопречистващото вентилационно оборудване, тъй като това позволява да се икономисат средства по замяна на сорбента, и освен това регенерацията на промишлените филтри може да става внимателно и организирано. При масовото използване на респиратори обаче от различни хора и в разнообразни условия е невъзможно да се осигурят точност и правилност на регенерацията на противогазните филтри на респираторите, и затова (въпреки че това е осъществимо и изгодно по начало) регенерация на противогазните филтри на респираторите не се провежда.

## Актуални проблеми
В много страни (РФ, Украйна, Южна Корея и др.) няма такива изисквания на законодателството към работодателя, които да гарантират своевременната подмяна на филтрите. Специалистите по безопасност и здраве на работното място не преминават подходящо обучение; няма подходящи и достъпни учебници; доставчиците на респиратори не дават на купувачите нужната информация, за да може да се определи срокът на експлоатация на филтрите. Това налага на практика да се използват субективните реакции (сетивата) служителите (както в началото на 20 век), което невинаги е безопасно.
През 1970 г. индикатори за край на срока на експлоатация не съществуват, и компютърни програми за изчисляване на този срок също все още е нямало. По тази причина американски специалисти по професионални болести се опитват да наложат пълна забрана на ежедневното ползване на респиратори; а е било позволено да ги използват само при ремонти, аварии и т.н. Законодателство на САЩ изисква от работодателя да използва само изолиращи респиратори (ако имате газовете нямат миризма, стр. 132, п. 11.2 (b)); например – ВДА. Ако няма индикатори на срока на експлоатация на филтрите и ако не може да се изчисли този срок, то може да използвате този начин за решаване на проблема.
Трудности с осигуряване на смяната на филтрите са се превърнали в една от няколкото причини, поради която законодателство на САЩ задължава работодателя да използва само изолиращи респиратори при голяма замърсеност на въздуха. Законодателството на Европейския съюз съдържа подобни („по-неясни“) изисквания.
Значително протичането на замърсен въздух през пролуките между маска и кожата на лицето на служителя, може да доведе до замърсяване на вдишване на въздух, на много поръчки с магнитуд по-голям, отколкото замърсяването на въздух след почистване на филтри.
Вследствие просмукването на нефилтриран въздух през междините между маската и лицето (ако маската не отговаря на лицето, или ако маската не е правилно поставена, или ако тя се размества по време на работа), ефективността на филтриращия респиратор може да се окаже значително по-ниска, отколкото степента на пречистване на въздуха от противогазните филтри.